# RFU Championship 2014-15
La RFU Championship 2014-15, conocida por razones de patrocinio como Greene King IPA Championship, fue la vigésimo octava edición del torneo de segunda división de rugby de Inglaterra.

## Primera fase
| Pos. | Equipo             | Encuentros | Encuentros | Encuentros | Encuentros | Tantos | Tantos | Tantos | PB | Puntos |
| Pos. | Equipo             | PJ         | PG         | PE         | PP         | F      | C      | Dif    | PB | Puntos |
| ---- | ------------------ | ---------- | ---------- | ---------- | ---------- | ------ | ------ | ------ | -- | ------ |
| 1    | Bristol Bears      | 22         | 21         | 0          | 1          | 774    | 399    | 375    | 19 | 103    |
| 2    | Worcester Warriors | 22         | 19         | 0          | 3          | 858    | 335    | 523    | 21 | 97     |
| 3    | London Scottish    | 22         | 12         | 2          | 8          | 534    | 498    | 36     | 12 | 64     |
| 4    | Rotherham Titans   | 22         | 13         | 1          | 8          | 505    | 488    | 17     | 7  | 61     |
| 5    | Nottingham RFC     | 22         | 12         | 0          | 10         | 461    | 578    | –117   | 8  | 56     |
| 6    | Yorkshire Carnegie | 22         | 10         | 1          | 11         | 494    | 462    | 32     | 12 | 54     |
| 7    | Jersey Reds        | 22         | 8          | 2          | 12         | 495    | 621    | –127   | 12 | 48     |
| 8    | Cornish Pirates    | 22         | 9          | 0          | 13         | 436    | 464    | –28    | 9  | 45     |
| 9    | Doncaster Knights  | 22         | 8          | 1          | 13         | 429    | 481    | –52    | 9  | 43     |
| 10   | Bedford Blues      | 22         | 7          | 0          | 15         | 433    | 604    | –171   | 10 | 38     |
| 11   | Moseley RFC        | 22         | 5          | 1          | 16         | 441    | 637    | –196   | 9  | 31     |
| 12   | Plymouth Albion    | 22         | 3          | 2          | 17         | 314    | 630    | –316   | 6  | 21     |

|  | Semifinalistas.                     |
|  | Descendidos a la National League 1. |

## Fase final

### Semifinal

#### Semifinal 1
| 2 de mayo de 2015 | Bristol Bears | 32 - 20 | Rotherham Titans |  |  |

| 10 de mayo de 2015 | Rotherham Titans | 16 - 24 | Bristol Bears |  |  |

#### Semifinal 2
| 2 de mayo de 2015 | London Scottish | 22 - 27 | Worcester Warriors |  |  |

| 10 de mayo de 2015 | Worcester Warriors | 38 - 15 | London Scottish |  |  |

### Final
| 20 de mayo de 2015 | Bristol Bears | 28 - 29 | Worcester Warriors |  |  |

| 27 de mayo de 2015 | Worcester Warriors | 30 - 30 | Bristol Bears |  |  |

| Bandera de Inglaterra      |
| Campeón Worcester Warriors |
| Tercer título              |